# Xystrocera devittata
Xystrocera devittata là một loài bọ cánh cứng trong họ Cerambycidae.